# Air Premia
Air Premia (Tiếng Hàn Quốc: 에어프레미아; Romaja: eeo peule mia) là một hãng hàng không Hybrid có trụ sở tại Seoul, Hàn Quốc. Hãng hàng không được thành lập vào năm 2017 bởi cựu chủ tịch của Jeju Air, Kim Jong-Chul.

## Quá trình hoạt động
Hãng được thành lập vào ngày 27 tháng 7 năm 2017, bởi cựu chủ tịch của Jeju Air, Kim Jong-Chul. Tháng 4 năm 2019, hãng dự định khai trương năm 2020 và thuê 3 chiếc Boeing 787-9 từ Aircraft Lease Corporation (ALC), nhưng đã thông báo đồng ý mua 5 chiếc. Ban đầu, Air Premia dự kiến sẽ triển khai chuyến bay đến các khu vực ở Châu Á, nhưng họ đã có các điểm đến ở Hoa Kỳ. Ban đầu, họ đang lên kế hoạch cho các tuyến bay đến Hoa Kỳ và Úc từ sân bay căn cứ của họ vào năm 2021.
Tháng 4 năm 2021, họ đã nhận chiếc Boeing 787-9 đầu tiên và đang lên kế hoạch vận hành 10 chiếc máy bay vào cuối năm 2024.
Ngày 11 tháng 8 năm 2021, hãng bắt đầu khai thác chuyến bay giữa Seoul và Jeju.

## Điểm đến
|  | Sân bay căn cứ (Hub)                                   |
|  | Điểm đến theo mùa (Seasonal)                           |
|  | Điểm đến trong tương lai (Future)                      |
|  | Điểm đến quan trọng (Focus City)                       |
|  | Điểm đến chỉ có trong chuyến bay thuê chuyến (Charter) |

Tính đến tháng 8 năm 2023:
| Quốc gia                              | Thành phố   | Sân bay                          | Ghi chú                       |
| ------------------------------------- | ----------- | -------------------------------- | ----------------------------- |
| Bangladesh                            | Dhaka       | Sân bay quốc tế Hazrat Shahjalal | Theo mùa                      |
| Đức                                   | Frankfurt   | Sân bay quốc tế Frankfurt        | Chở khách                     |
| Hoa Kỳ                                | Honolulu    | Sân bay quốc tế Daniel K. Inouye | Bắt đầu từ 31/12/2023         |
| Hoa Kỳ                                | Los Angeles | Sân bay quốc tế Los Angeles      | Chở khách                     |
| Hoa Kỳ                                | Newark      | Sân bay quốc tế Newark Liberty   | Chở khách                     |
| Hàn Quốc                              | Seoul       | Sân bay quốc tế Incheon          | Sân bay căn cứ                |
| Nhật Bản                              | Tokyo       | Sân bay quốc tế Narita           | Chở khách                     |
| Singapore                             | Singapore   | Sân bay Changi                   | Chở khách + Chở hàng          |
| Tây Ban Nha                           | Barcelona   | Sân bay Barcelona–El Prat        | Theo mùa bắt đầu từ 11/9/2023 |
| Thụy Điển                             | Oslo        | Sân bay Oslo, Gardermoen         | Theo mùa                      |
| Thái Lan                              | Bangkok     | Sân bay quốc tế Suvarnabhumi     | Chở khách + Chở hàng          |
| Việt Nam (ngưng từ tháng 09 năm 2023) | Hồ Chí Minh | Sân bay quốc tế Tân Sơn Nhất     | Chở khách + Chở hàng          |

## Đội bay
Độ tuổi trung bình đội bay tính đến tháng 5 năm 2023 là 3.8 năm.
Tính đến tháng 8 năm 2023:
| Máy bay      | Đang hoạt động | Đặt hàng | Hành khách | Hành khách | Hành khách | Ghi chú |  |
| Máy bay      | Đang hoạt động | Đặt hàng | E+         | E          | Tổng       | Ghi chú |  |
| ------------ | -------------- | -------- | ---------- | ---------- | ---------- | ------- |  |
| Boeing 787-9 | 5              | —        | 56         | 253        | 309        |         |  |
| Tổng cộng    | 5              | —        |            |            |            |         |  |